# Proširujuća kartica
Proširujuća kartica (engl. Expansion card)  u računarstvu je štampana poluprovodnička ploča koja se može ubaciti u neki slot na matičnoj ploči da bi se poboljšale mogućnosti računara. Donji deo kartice obično sadrži odgovarajuće kontakte koji odgovaraju onim na slotu matične ploče u koji se proširujuća kartica ubacuje. Oni služe za uspostavljanje električnog kontakta između elektronike koja se nalazi na kartici i one koja se nalazi na matičnoj ploči.
Postoje i dodatni konektori i na samim karticama koji dozvoljavaju konekciju između kartice i nekih spoljašnjih uređaja. Neke kartice zahtevaju upotrebu čak dva slota na matičnoj ploči zbog nešto većih dimenzija kako te kartice tako i hladnjaka koji su na njoj. Obično su to kvalitetnije i skuplje grafičke kartice. 

## Standardi kartica
- PCI Express
- AGP
- PCI
- ISA
- MCA
- VLB
- CardBus/PC card/PCMCIA (za prenosne računare)
- SBus (1990-ti SPARC-bazirani Sun računari)

## Vrste kartica
- Grafička kartica
- Zvučna kartica
- Mrežna kartica
- TV kartica
- Modemi
- WiFi kartice.
- Hard disk/RAID/SATA kontroleri

## Spoljašnje veze
- Spisak utora i nožica u računarskim dijelovima